# 国楣马先蒿
国楣马先蒿（学名：Pedicularis fengii）为列当科马先蒿属的植物，为中国的特有植物。分布在中国大陆的云南等地，生长于海拔3,700米至3,900米的地区，常生于空旷的高山山坡上，目前尚未由人工引种栽培。